# Leptostomias gladiator
Leptostomias gladiator és una espècie de peix de la família dels estòmids i de l'ordre dels estomiformes.

## Morfologia
- Els mascles poden assolir 37,3 cm de longitud total.[4][5]

## Hàbitat
És un peix marí i d'aigües profundes que viu entre 0-5.000 m de fondària.

## Distribució geogràfica
Es troba a l'Atlàntic oriental (des del sud d'Irlanda fins a Mauritània, Libèria, Angola i Sud-àfrica), l'Atlàntic occidental (des dels Estats Units fins a Cuba -incloent-hi el Golf de Mèxic-, i des del Brasil fins a l'Argentina), l'Índic i el Pacífic.